# Кобе (аэропорт)
Аэропорт Кобе (яп. 神戸空港 Кобе ку:ко:, англ.Kobe Airport) (ИАТА: UKB, ИКАО: RJBE) — третий по величине аэропорт в регионе Кансай, обслуживающий исключительно внутрияпонские рейсы. Является одним из 5 аэропортов Японии, построенных на искусственных островах (также это аэропорты Нагасаки, Кансай, Тюбу и Китакюсю). В отличие от других аэропортов Кансая находится под управлением местного муниципалитета.
В 2010 году аэропорт пропустил более 2,2 млн пассажиров и 8,4 тыс. тонн грузов. В период с апреля 2017 года по март 2018 года аэропорт принял более 3,1 млн пассажиров. Показатель загрузки бортов при этом превысил 79 %.

## История
Впервые возможность строительства нового аэропорта в Кансае стала обсуждаться в 1971 году. Проект обещал стать достаточно амбициозным — 6 ВПП, каждая длиной 3000 метров, так как к тому времени загруженность аэропорт Итами стала очевидной. Однако из-за возражений мэра Кобе Тацуо Миядзаки, который был против постройки огромного аэропорта в непосредственной близости возле города, проект был свернут.
Тем не менее, бизнес-сообщество Кобе было заинтересовано в аэропорте меньших размеров, и в 1982 году власти Кобе подали заявку на финансирование в Министерство Транспорта. Проект предусматривал только одну ВПП с терминалом, расположенные на искусственном острове, рядом с Port Island. Выбор был сделан в пользу конкурирующего предложения аэропорта Кансай, которое лоббировали префектуры Осака и Вакаяма. В 1985 году власти Кобе решили самостоятельно финансировать постройку аэропорта, которая, однако, была заморожена до 1995 года из-за нехватки средств. После разрушительного землетрясения в Кобе проект получил государственную поддержку в рамках мер по восстановлению экономики префектуры, и в 1999 году началось строительство.
16 февраля 2006 года состоялось открытие аэропорта, JAL и ANA осуществили свои первые рейсы. Всего за отчетный 2006 год (1.04.2006-31.03.2007) пассажиропоток превысил 2,7 млн человек. Пик загруженности пришелся на 2007 год, в дальнейшем число пассажиров неуклонно снижалось. В связи с реструктуризацией JAL прекратил использование аэропорта, а количество рейсов ANA было значительно сокращено. Сейчас основным эксплуатантом является Skymark Airlines, на которую приходится более 2/3 всех рейсов.

## Транспорт
В 2006 году была построена станция «Аэропорт Кобе» линии Порт-Лайнера, таким образом стало доступно прямое сообщение между аэропортом и центральной станцией Кобе Санномия (линии JR, Hankyu и Hanshin).　Проезд стоит 320 йен и занимает 18 минут.
Также аэропорт Кобе связан прямым скоростным паромным сообщением с аэропортом Кансай (Kobe-Kanku Bay Shuttle). Время в пути — около получаса.